# La Semaine guyanaise
La Semaine Guyanaise est un hebdomadaire de presse écrite qui paraissait en Guyane  de 1980 à 2015.
Si historiquement le journal s'est créé autour de la présentation des programmes de télévision, il a pris ensuite une orientation différente. Tout en conservant la grille TV, l'hebdomadaire est devenu un véritable journal d'information, proposant notamment des dossiers d'investigations.
Le journal tirait à 8 500 exemplaires en moyenne chaque semaine.

## Informations légales
| Directeur de la publication | Alain Chaumet                         |
| Gérant                      | Alain Chaumet                         |
| Rédacteur en chef           | Jérôme Vallette (d) (2005-2013)       |
| Siège                       | 6, avenue Louis-Pasteur 97300 Cayenne |
| Forme juridique             | SARL au capital de 30 400 EUR         |

## Histoire
Le journal a été créé le 12 décembre 1980 et a disparu en 2015.

## Quelques journalistes passés et présents
- Georges Chaumet
- Rodolphe Robo
- Auxence Contout
- René Ladouceur
- Sébastien Trotignon
- Jérôme Vallette (d) (2005-2013)
- Frédéric Farine (2005-)